# 海が走るエンドロール
『海が走るエンドロール』（うみがはしるエンドロール）は、たらちねジョンによる日本の漫画作品。『ミステリーボニータ』（秋田書店）にて、2020年11月号から連載中。映画を作りたい側の人間であると自覚した65歳の女性が、映画制作に挑戦する様子を描いた作品。

## あらすじ
主人公・茅野うみ子は夫と死別したばかりであった。夫との映画鑑賞が好きだったうみ子は、数十年ぶりに映画館に足を運んだが、映画の上映中に、夫との初デートで映画ではなく「映画を観てる人が好き」だと指摘されたことを思い出し、劇場内で客席を見ていた。上映後にそのことを映像専攻の美大生・濱内海に指摘され、会話をきっかけに家に招く。2人で『老人と海』を鑑賞した後、海に「映画作りたい側」ではないのか、「今からだって死ぬ気で映画作ったほうがいい」と言われたうみ子は、自分は「映画を撮りたい側」であると自覚し、「映画づくりを学ぶ」ために美術大学の映像科に入学する。同級生との映画製作や海が映画監督のもとで修業することを意識したことにより感情が揺さぶられたうみ子であったが、自身について再認識し、海を撮ることを決意する。インフルエンサーのsoraが、美大に入学する。クリエイティブな才能を持ち、映画制作への貪欲な姿勢を見せるsoraは、「時に辛らつな言葉」をかけ、創作に必要な覚悟をうみ子と海に教えていく。夫の一周忌を迎えたうみ子は、彼との結婚生活を振り返る。

## 登場人物
茅野 うみ子（ちの うみこ）
主人公。夫と死別した65歳の女性。娘とも離れ、ひとり暮らしの生活を送っている。
うみ子の65歳という年齢は、話し合いの末に決められた設定である。年金の支給開始年齢であり、シニア割引などがある「おばあちゃん」枠に入れられてしまう中で、「まだいろいろできるんじゃないか」ということを示せる年齢として、65歳に決定している。たらちねは「ステレオタイプなおばあちゃん」ではなく、「うみ子さんという人がどうやって生きてきたのか」について描こうと考えている。65歳で美大に入学すると、大学卒業時には70歳に近い年齢となるが、たらちねの友人の映画監督によると、海外にはそういう監督もいるため、「まぁまぁ不自然ではない範囲」であるとたらちねは話している。たらちねの母親が60代後半であるため、インスピレーションを得て制作されており、取材当時65歳であったたらちねの母親やその友人に取材をし、大学の後輩たちに話が通じなかった自身の経験を取り入れることにより、2023年時点でたらちねは30代であるが、30歳年上のうみ子の心理描写をリアルに感じられるように描いている。
作中のうみ子と孫と娘による「スマホでテレビ通話をする場面」の、ボーイズラブ作家の娘が「ペンネームを聞かれるのが恥ずかしい」ということがうみ子には理解できないシーンは、たらちねと母親のやり取りを参考にしている。作品を発表し、「社会に評価をされたことがないからこそ、無邪気に踏み込んでくる」様子が、当初のうみ子にあるのではないかと考えられ、描かれている。
初期のキャラクター設定では「インスタグラマーとして注目されていたニューヨークのファッションストリートのおしゃれなおばあ様」のイメージであったが、うみ子らしく「現実に添わせる」格好に変更されている。
たらちねの好みではなく、うみ子が好きそうな作品としてたらちねが考案したことにより、作中で『老人と海』や『LEON』の映画が登場する。
濱内 海（はまうち カイ）
「不思議な雰囲気」を持つ、映像専攻の男子美大生。20歳。甘え上手で素直だが、尖っている性格。
モデルは『新世紀エヴァンゲリオン』シリーズに登場する綾波レイで、「中性的なきれいさ」や「実在の人間っぽくはないキャラクターアイコン的なところ」が参考にされている。「人の容姿について本当に興味がない人」としてデザインされ、第2話の扉絵ではワンピースを着用していたり、恋愛映画に対する関心が薄いなど、「典型的な性規範からは外れた立ち振る舞いをするキャラクター」として描かれている。セクシュアリティに関しては、海が自認することであるため、海自身が「自分はこうかもしれない、と考える場面は描く」かもしれないが、「外から断定するような描き方はしない」よう意識されている。作中では「恋愛感情を持たない「アロマンティック」と思わせる描写」が登場する。
海が制作した作中の作品は、たらちねの大学の後輩の作品を参考に描かれている。
sora（ソラ）
インフルエンサーで芸能人。うみ子や海の美大の後輩。
たらちねは「『こんな都合のいいことがあるか』とツッコミを入れるもうひとりの私」のつもりで描いている。

## 沿革

### 連載開始まで
作者のたらちねは秋田書店で仕事の経験がなかった。担当編集者が面白い漫画や売れる漫画についてわからなくなってしまっていた時期に、たらちねの『アザミの城の魔女』を読み、「大変やさしいお話で、この漫画家さんはすごいと感動」し、心に響いたことがきっかけとなり、たらちねに声をかけた。「少女漫画のほうが向いているのかもしれない」と考えながら同作を執筆していたたらちねは、少女漫画雑誌である『ミステリーボニータ』から連絡を受け、気持ちを爆発させた。『アザミの城の魔女』では「『伝えたいこと』よりも、『伝えなきゃいけないこと』を意識して」描いていたが、本作では「自分の感情優位で物語をつくってみたい」とたらちねは考えている。
2020年10月6日発売の『ミステリーボニータ』11月号より、3本開始された新連載の1作として連載を開始。本作はたらちねの同誌初登場作品となっている。

### 単行本発売後
2021年8月16日に単行本第1巻が発売された際には、同日に『病める惑星より愛をこめて』の単行本第1巻が発売された本田と、互いに推薦コメントとイラストを寄せあっている。同年11月30日には2作品の単行本の発売を記念して、東京都の阿佐ヶ谷ロフトAにてたらちねと本田によるトークイベントを開催。イベントの様子はツイキャスでも配信された。
同年10月26日発売の『エレガンスイブ』（同）12月号にて、うみ子たちが「ファッションについて語り合う」という内容の番外編が描きおろしで掲載された。
2022年7月14日、単行本第3巻の発売を記念して、江ノ島電鉄が本作の広告企画を実施。第1巻にてうみ子と海がロケハンに訪れた海が、湘南エリアであったことから企画されている。江ノ島電鉄鎌倉駅では、企画の一環として本作のフラッグが掲げられた。バラエティ番組の『川島・山内のマンガ沼』の「帯喜利企画」にて、麒麟の川島明が本作へのコメントを考案し、それが第3巻の帯に掲載されている。
2023年3月、同年5月2日から7日まで行われる野外シアターイベント「SEASIDE CINEMA 2023」のメインビジュアルに、本作のうみ子と海の2人がイベントを訪れるイラストが描きおろしで描かれた。同年8月16日、単行本第5巻の発売を記念して、ゲーム実況者の牛沢がナレーションを務めるPVを公開。

## 作風
フリーライターのあんどうまことによると、他作品と異なる本作の特色は「還暦を迎えたうみ子と大学生である海の関係に焦点を当てながら物語が進む点」である。年齢や立場、環境が異なる2人が「互いに影響を与えながら、創作活動や自分自身と向き合う姿」が描かれており、「年齢差のある意外な人間関係」と「創作者の苦悩を上手く描いている点」が本作の魅力であるという。しかしそれだけではなく、「うみ子の心情」を「“航海”というメタファーを用いて表現」する作者のたらちねの表現力が、本作の「すごさ」であると指摘している。
あんどうによると「本作を読み進めるなかで海の存在を感じる瞬間は多い」といい、本作のタイトルや「うみ子」や「海（カイ）」などの登場人物の名前を挙げている。「創作活動をつづけるうみ子たちの行動や心情」が、海を用いて表現されている。例えば作中で「創作活動をはじめること」を「大海原に船を出す」、「理想的な作品をつくること」は「対岸を目指す」と表したり、うみ子が「教授から厳しい言葉を受けた」場面においては「雷に打たれたかのような描写」であったり、soraが登場した時には「台風の目」や「落ち着いた空を搔きまわす空だ」と語られているなど。

## 制作背景

### 構想
たらちねはグラフィックデザイナー志望であったため、美大の予備校へ通っていた。その途中、漫画家になりたいと思うようになった。「映画は好きだし、漫画の表現にも役立つのではないか」と考えたことにより、映像専攻に進路を変えた。大学時代、映画監督志望ではなかったが、映像制作を学んだ。本作が制作されたきっかけは、打ち合わせの際に、作者のたらちねが大学時代に映像専攻だった経験を漫画にできないかと担当編集者の山本に相談したことによる。たらちねは自身が美大出身のため、うまく描けるのではないかと考え、「主人公が美大の映画専攻に入る」という方向に広げ、「映画もの」にすることが最初に決まった。そこで山本から「主人公の年齢を高めに設定しよう」と提案された。山本は少女漫画や女性向け漫画を読んで育ち、「当時の自分より年上の高校生や大学生のキャラクターが身に付けた物や行動、生き方を見て楽しんで」過ごしてきた。少女漫画や女性誌では「読者層より年齢が上のキャラクターが輝いている作品が多い」と思っている山本は、「自分も年をとってきて、この先どうなるんだろうと考え」た。そこでたらちねに新しいことを始めた「生き生きと歳を重ねた女性を描いてほしい」と頼んだという。おざわゆきの『傘寿まり子』に登場する80歳や鶴谷香央理の『メタモルフォーゼの縁側』に登場する75歳の女性など、「割と高齢の人が主人公の漫画」が登場していたこともあり、珍しい設定ではないと山本は考えていたが、表現が不自由になってしまわないよう、たらちねにはそれらの作品と距離をとるようにしてもらっている。「ここまで年齢の高い主人公は描こうと思ったことがなかった」たらちねは、当初自分に描けるのかと不安を抱いていたが、「もともと年齢差のある関係性を描くのが好き」なこともあり、キャラクターを制作した際に「ストンとハマった」ため、いい案であったと話している。
当初「単行本が1冊できるように」を目標としていたため、先の展開を明確に考えていなかったが、「想像以上に良い反響」があったことにより、担当編集者としばらく先の展開を相談。そこで読者の代弁となるキャラクターがほしいと考え、soraを考案。soraは「どんな発言をしても、トリッキーな行動をしても不自然じゃないキャラクター」となり、場面を動かしやすく、「大事な柱の一つ」といえる存在となった。

### 作品について
ものづくりをしたら楽しいのではないかという点が、たらちねにとって「この漫画を通して、伝えたいこと」となっている。伝えたいことがいろいろある中で、「まず描きたかったのは、モノづくりする葛藤、苦しさ」であった。たらちねは学生時代にコミックマーケットに出展していたため、「サボリ癖のある学生」であったが、「改めて大学で学びたい」というたらちねの夢や希望をうみ子に託して描かれている。キャッチコピーは山本の考案によるものである。
たらちねによると本作は「何歳から始めても遅くない」というメッセージを伝える意図ではない。「自分は『見る側じゃなくてつくる側』だと気づいたうみ子が、いろいろな人に会っていろいろなことが起こっていく話」であり、特に「完全に悪い人間はいないし、完全に良い人間もいない」という点を描きたいと考えて制作されている。
本作は「『創作する』ことにフォーカスした話」であり、『ミステリーボニータ』の編集長の齋藤功衛によると、本作の「65歳」、「未亡人」、「映画制作」という設定は「誰にでも何にでも代入可能」であり、「すべての人の背中を押す力を持っている」作品となっている。

### タイトルについて
たらちねだけではなく、担当編集者の山本に相談が行われたことにより、タイトルはもともと100個ぐらいの案が存在していた。まずたらちねが考案した『海の映画』というシンプルなタイトルを編集長に提出したところ、「もうちょっとキャッチーなものにしてほしい」と言われたため、編集部員のアイデアも貰いつつ、タイトルを考え直した。しかし100の案からは選ばず、たらちねが「エンドロール」というキーワードから本作のタイトルに決めている。作品自体のキーワードが「海」と「映画」であるため、それもタイトルに入れられている。

### キャラクターについて
本作は映像作家やたらちねの知人や友人、母校やそこの現役の学生に取材を行い、制作が行われている。本作はサブキャラクターの造形までこだわりを持って描かれており、専攻ごとに服装を考えて制作されている。「今の美大生の服装」については美大の後輩、背景担当で美術系出身のアシスタントにモブの服装の協力により制作が行われている。
うみ子と海の「2人がお互いの持つ映画作りへの真っすぐな思いを尊敬し合う関係」について、たらちねは「どう受け取っていただいても良いと思っている」といい、「そういう関係になってもいいし、ならなくてもいい。“本人たちの自由”という感覚」だが、「今のところは、同じ目標に向かう“仲間”」であり「お互い“信頼できるライバル”という感じで描いている部分が大きい」が、「2人の関係性を主軸にして物語を描くことは」ないと話している。

### デザイン

#### 作品のデザイン
雑誌に作品の第1話が掲載される際には、扉絵やロゴのデザインをデザイナーに依頼して制作されている。本作では過去にたらちねのデザインを担当してきたアートディレクターの白川に依頼された。本作を「すごくおもしろい漫画」だと考えた白川は、読者に対し「すごくおもしろい漫画が始まりますよ！」という思いを込めて、気合いを入れてデザインを制作している。当初ラフが2案あったが、「これがいい」という返答があったため、第1話のデザインに決定した。
タイトルのロゴは、「ストーリーのおもしろさ」だけではなく「漫画の表現の叙情的なところが、読者さんにすごく刺さるんじゃないか」と白川が考えたことにより、「動き出す感じ」や「海が走っている感じがあるといい」との思いから制作。波のシーンが登場することから、「ザーッと波が来た時みたいな勢いがあるものになるといい」というイメージで描かれている。

#### 単行本のデザイン
たらちねの作品は初の単行本以外は白川が担当しており、本作も同様である。映画が題材であるため、単行本のカバーの折り返し部分や目次ではフィルムが描かれており、「全体的な世界観」が目次で表現されている。帯も白川がデザインしている。商業誌ではたらちねは表紙のデザインに関わらず、基本的にはデザイナーに任せて制作が行われている。たらちねの作品『グッドナイト、アイラブユー』などではデザイナーからオーダーを受け、イラストを描くスタイルで表紙のデザインが制作されていたが、本作の第1巻ではWeb用のカットイラストを「きれいに描き上げて単行本の表紙に」することになり、絵が先に決定されている。
当初山本は、表紙の絵を「引きにしようか、アップにしようか」悩んでいたため、この作品では最初からたらちねと白川の3人で集まり、打ち合わせを行った。山本は、たらちねの絵は「すごく雰囲気があるイラスト」であるため、うみ子と海の「2人を見せて海が背景にある感じがいいのかな」と思い、引きの絵にしようと考えた。しかし「この作品をいろんな方に届けたい」と考えた時に「うみ子さんという1人のキャラクター（人物）がカメラ（映画）を始めたよ！」と読者に伝えるためにはアップの絵の方がいいと決断をした。男女のイラストでバランスをとるのではなく、うみ子のインパクトと知ってほしい点を重視したのである。
たらちねはまず、「創作というのは苦しい部分もあるから」という思いを込めて「ちょっと苦しい表情」のうみ子のイラストを提出した。しかし山本は「一歩踏み出す」という第1巻の内容から、「苦しさもあるけどちょっと楽しいかな？ という明るい表情にしたい」とたらちねに伝えた。そこからリテイクを繰り返したが、たらちねは苦労はなく淡々とイラストを描いたという。
イラストが決定した後、「顔に合わせて帯を傾け」る案や、海の顔をフィルムに入れるか、連載時のロゴの再使用についてなど、白川による試行錯誤が行われた。連載されている雑誌は少女漫画誌であるが、「絶対にいろんな人に刺さる漫画」であり、いろいろな人に読んでほしいという白川の思いから、「優しかったりきれいすぎるデザインにしないほうがいい」と考え、第1巻の背景が白いデザインと青いデザインの2種で悩んでいた。白川としては、「青い背景だとちょっと強」く、「感覚的に難しい話に見えたりする」ため、「白背景のほうが希望を感じる」と考えていた。そこで山本は同月発売の他作品と並べたり、既存作品と並列して目立つか試したり、書店員とつき合いがある販売部員を通じて書店員に助言をもらうなど、いろいろと手を尽くした。しかし最終的には好みであるという考えに至り、山本の好みで白い背景のデザインの第1巻が誕生している。たらちねは編集部や白川、現場の書店員などの意見を尊重したいと考えたため、「編集部の最終決定でいい」と思ったという。
TSUTAYAの仕掛け番長は、第1巻の表紙を「まるで名作映画のワンシーンを切り取ったような、そこにある大きなドラマも感じさせるような1枚絵」と「認識できるのにイメージの邪魔をしないタイトルの載せ方」であると表現している。

## 反響
2021年8月16日、単行本第1巻の発売日に作者のたらちねのTwitter上で第1話の試し読みを公開。するとさまざまな層から8月27日時点で9万リツイート、28万いいねの反響を得た。単行本の第1巻が発売された翌日には重版が決定し、9月の時点で3刷されていた。第1巻は書店での売り切れが相次ぎ、電子書籍でも1位を獲得している。
読者からの反響の中でたらちねが印象的だった感想に、65歳くらいの女性は「当たり前のようにご飯を作ってくれる人物として描かれていることのほうが多い」ため、「『ご飯作るのめんどくさいな』とか『部屋を掃除するの嫌だな』といった葛藤が描かれていることに感動した」という肯定的な意見を挙げている。ツイートする際には「どういうキャッチコピーを付けようか」ということに関して、担当編集者の山本やアートディレクターの白川に相談が行われている。ライターの伊藤和弘によると、「65歳のヒロインが気楽な『老後の趣味』ではなく、本気で映画制作を志して美大に入学することに強烈なインパクトがあり」、読者から反響を得たのだという。紀伊國屋書店新宿本店のコミック担当の木村歩夢によると、本作の購買層は「若い女性や中高年男性」などで、「主人公の新しいことに挑戦する姿勢や、モノづくりへの熱意が、幅広い層に響いている」という。
「このマンガがすごい！ 2022」オンナ編にて第1位を受賞した際には、たらちねに「宮城県出身の担当編集がいる」と反響があったが、山本は宮城県出身ではない。
『このマンガがすごい！』によると、本作はストーリー設定や「エモーションが伝わる表現」が幅広い読者層から支持されている。

## 評価

### 受賞
2021年12月、「このマンガがすごい!2022」オンナ編の第1位を受賞。2位の作品に2倍の点差をつけ、1位を獲得している。12月20日発売の『フリースタイル』（フリースタイル）Vol.50にて発表された「THE BEST MANGA 2022 このマンガを読め！」では、第9位を獲得。12月24日発売の『an・an』（マガジンハウス）No.2280で発表された第12回ananマンガ大賞では、準大賞に選出された。
2022年1月27日、日本出版販売の主催による「全国書店員が選んだおすすめコミック 2022」のスピンオフ企画で、出版社のコミック編集者や販売担当者が「悔しいけどおもしろい他社作品」を選んだ「出版社コミック担当が選んだおすすめコミック 2022」にて、第4位に選ばれた。いずれも第1巻が刊行された時点での受賞であり、ほんのひきだし（日本出版販売）によると「業界関係者からの注目度」も高いという。2月25日、「ebookjapanマンガ大賞2022」にて第3位を獲得。同年3月、あゆみBOOKSや文禄堂などが選考する第8回「あゆみCOMIC大賞」にて、入賞を果たす。同月に書店員を中心とした99人の選考員が「人にぜひ薦めたいと思う作品を5作品」という条件で投票し、そのうちの上位10作品として選ばれた「マンガ大賞2022」にて第9位を獲得。12月に発表された「このマンガがすごい!2023」オンナ編では第6位を獲得し、2年連続でランクイン入りとなる。
2023年2月、第27回手塚治虫文化賞のマンガ大賞の最終候補にノミネート。2023年8月時点で、単行本の累計部数が80万部を突破している。
2024年3月、漫画のキャラクターを讃える「マガデミー賞2023」にて主演女優賞を受賞。うみ子の「年齢を言い訳にせず新しいことを始めるチャレンジ精神やエネルギー」が評価されている。2025年2月、第29回手塚治虫文化賞のマンガ大賞の最終候補にノミネート。

### ほかの評価
小説家の木爾チレンは本作を「心臓に突き刺さるマンガ」であり、「若さなんてなくなっても、創作することを恐れなくてもいい」という勇気がもらえるような漫画だと評している。
『このマンガがすごい！』の元編集長の薗部真一は、「既視感すらある設定はミスリード」であり、本作は「激しく激情的な青春物語」であると表現している。TikTokクリエイターで書店員のはなは、「読むと勇気がもらえ」、「力強さ」を感じる作品であるという。
産経新聞の本間英士によると、本作の「映画のカメラワークを意識したコマ割り」や、海の「性別を超越した魅力」がある人物像がいいという。サッカー選手の植木理子は本作を「これからの生き方を広げてくれる作品」であると評している。

## 書誌情報
- たらちねジョン『海が走るエンドロール』秋田書店〈ボニータコミックス〉、既刊8巻（2025年7月16日現在）
  1. 2021年8月25日初版発行（8月16日発売[1][57]）、ISBN 978-4-253-26521-8
  2. 2022年2月25日初版発行（2月16日発売[8][58]）、ISBN 978-4-253-26522-5
  3. 2022年7月25日初版発行（7月14日発売[26][59]）、ISBN 978-4-253-26523-2
  4. 2023年2月25日初版発行（2月16日発売[49][60]）、ISBN 978-4-253-26524-9
  5. 2023年8月25日初版発行（8月16日発売[61]）、ISBN 978-4-253-26525-6
  6. 2024年3月25日初版発行（3月14日発売[62]）、ISBN 978-4-253-26526-3
  7. 2024年11月25日初版発行（11月15日発売[63]）、ISBN 978-4-253-26527-0
  8. 2025年7月25日初版発行（7月16日発売[64]）、ISBN 978-4-253-26528-7